# 페더럴 펀드 금리

페더럴 펀드 금리와 미국 재무부 국채 금리

페더럴 펀드 금리(영어: Federal funds rate) 또는 연방기금금리(聯邦基金金利)는 미국에서 금융 기관이 다른 금융기관으로부터 지급준비금을 일시적으로 대출하는 데 적용되는 무담보 1일물 금리이다. 지급준비금이 풍부한 금융기관은 지급준비금이 부족한 금융기관에 여신을 제공할 때 페더럴 펀드 금리가 적용된다.
연방공개시장위원회는 페더럴 펀드 금리의 목표치(target)를 설정하고, 뉴욕 연방준비은행에서 페더럴 펀드 금리를 목표치에 다다르도록 하기 위해 공개시장운영을 수행한다. 페더럴 펀드 금리는 실질적으로 미국의 기준금리로서의 역할을 한다.
페더럴 펀드 금리는 미국의 단기 금리 및 중장기 금리에 영향을 미치며 미국 재무부 국채 금리는 페더럴 펀드 금리와 유사한 방향으로 변동하는 경향이 있다.

## 지급준비금 시장에서의 금리 결정
페더럴 펀드 금리는 지급준비금을 조달하기 위한 미국의 금융기관간 시장에서 결정된다. 연방준비제도는 공개시장운영을 통해 페더럴 펀드 금리가 목표치 근방에 머물도록 한다. 2007~2008년 세계 금융 위기 이후에는 양적 완화를 통해 금융기관의 지급준비금이 풍부한 상황이 되어 지급준비금 공급의 변동이 페더럴 펀드 금리에 큰 영향을 미치지 않게 되었다. 이로 인해 연방준비제도는 지급준비금부리(interest on reserves)와 1일물 역레포 금리(overnight reverse repo rate, ON RRP)를 통해 페더럴 펀드 금리가 목표치 근방에서 결정되도록 통화정책을 수행하고 있다.
지급준비금부리와 1일물 역레포 금리는 페더럴 펀드 금리가 일정 수준 이하로 내려가지 않도록 하는 하한선을 설정하는 역할을 한다. 다만, 페더럴 펀드 시장에서는 지급준비금부리를 받을 자격이 없는 비은행 금융기관이 참여하고 있어서 페더럴 펀드 금리가 지급준비금부리 이하로 떨어질 수 있다.:417 비은행 금융기관은 1일물 역레포 금리 이하로 자금을 대출해 줄 유인이 없게 되므로 1일물 역레포 금리가 페더럴 펀드 금리의 하한을 유지하기 위한 수단으로 작동한다.
한편, 재할인율은 페더럴 펀드 금리가 일정 수준 이상으로 오르지 않도록 하는 상한 역할을 한다. 은행은 연방준비제도에서 직접 대출하는 데 적용하는 재할인율보다 높은 금리로 은행간 시장에서 대출할 유인이 없으므로 재할인율은 페더럴 펀드 금리의 상한을 정하는 역할을 수행한다.

## 페더럴 펀드 금리의 예측
연방준비제도는 1년 중 4회씩 연방공개시장위원회의 장래 페더럴 펀드 금리 수준에 관한 견해를 표시한 점도표(dot plot)를 공표하고 있다. 점도표는 장래의 페더럴 펀드 금리를 예측하기 위한 자료가 된다. 연방준비제도의 행보에 대한 시장의 기대를 추론하는 데 CME 그룹의 페더럴 펀드 선물(Federal funds futures)의 가격과 FedWatch 도구가 자주 이용된다.

## 같이 보기
- 통화 정책
- 연방준비제도
- 공개시장운영